# تحامل
التحامل في الأصل معناها «الحكم المسبق» أي اتخاذ قرار قبل أن تصبح على بينة من الحقائق ذات الصلة في إطار قضية. كلمة تحامل عموماً قد استخدمت في سياقات معينة محدودة، وخاصة في التعبير 'التحامل العنصري'.. وأشار في البداية إلى جعل الحكم على شخص ما استناداً إلى عرقه، قبل أن يحصل على المعلومات ذات الصلة إلى مسألة معينة على الحكم الذي يجري احرازه؛ جاءت من أجلها، ولكن على نطاق واسع يستخدم للإشارة إلى الموقف العدائي تجاه شعب استناداً إلى عرقهم.
معنى تحامل الآن هو في كثير من الأحيان أي موقف (حكم) غير عادي غير معقول مقاوم لنفوذ الرشد على نطاق واسع بحيث تفسر بهذه الطريقة في سياقات أخرى غير تلك المتعلقة بالعرق.

## أشكال التحيز
صنف جون فارلي التحامل إلى ثلاث فئات.

### التحامل الإدراكي
التحامل الإدراكي (المعرفي) يشير إلى تحامل استناداً إلى ما يعتقد الناس أنه صحيح. مثالا على التحامل المعرفي يمكن العثور عليها، على سبيل المثال، لا سيما الانضمام إلى لفلسفة المنهجية أو ميتافيزيكيه واستبعاد الفلسفات الأخرى التي قد توفر تفسير نظري.

### التحامل العاطفي
التحامل العاطفي يشير إلى تحامل استنادا إلى ما يروق أو ما لا يروق للشخص. مثالا على التحامل العاطفي يمكن العثور عليه، على سبيل المثال، في مواقف أعضاء خاصة استنادا إلى الطبقات أو العرق أو الانتماء الإثني أو الاصل القومي، أو العقيدة.

### التحامل الميلي
التحامل الميلي يشير إلى تحامل استنادا إلى كيف يميل الناس إلى التصرف، يعتبر تحامل لان الناس لا يتصرفون استنادا إلى مشاعرهم. مثال يمكن العثور عليه في تعبير الشخص عن ما ينبغي عمله إذا قدمت الفرصة نفسها.
هذه الأنواع الثلاثة من التحامل ترتبط، ولكن ليس من الضروري ان يكون كل هذا في شخص معين. شخص ما قد يعتقد جماعة معينة تمتلك مستويات متدنيه من الاستخبارات، ولكن الميناء اية نية سيئة تجاه مشاعر تلك المجموعة.. مجموعة قد تكون مكروهه بسبب اشتداد المنافسة على فرص العمل، ولكن لا تزال لا تعترف الخلافات بين الجماعات. وقد عرض التحامل تجاه اليهود خلال المحرقة.
التمييز هو السلوك (العمل)، مع الإشارة إلى عدم المساواة في معاملة الناس لأنهم أعضاء في جماعة معينة. فارلي أيضا صنف التمييز إلى ثلاث فئات.

## أشكال التمييز

### التمييز الشخصي (الفردي)
التمييز الفردي هو تجاه فرد بعينه، ويشير إلى أي عمل يؤدي إلى عدم المساواة في المعاملة بسبب الفرد الحقيقي أو المتصور عضوية المجموعة.

### التمييز القانوني
التمييز القانوني يشير إلى «عدم المساواة في المعاملة، وعلى بحجه انتماءه إلى جماعة، وهذا هو التمسك بحكم القانون.» الفصل العنصري هو مثال على التمييز القانوني، كما هي أيضا في لقوانين مختلفة في فترة ما بعد الحرب الاهليه في جنوب الولايات المتحدة ان الزنوج المحرومه من الناحية القانونية فيما يتعلق بحقوق الملكية، وحقوق العمالة وممارسة الحقوق الدستورية.

### التمييز المؤسسي
التمييز المؤسسي يشير إلى عدم المساواة في المعاملة المترسخ في المؤسسات الاجتماعية الأساسية، مما أدى إلى افادة في مجموعة واحدة على أخرى. نظام الطبقات الهندي هو المثال التاريخي على التمييز المؤسسي.
مع عدم الاخلال عموما ;هذه الأنواع الثلاثة من التمييز ترتبط ويمكن الاطلاع على درجات متفاوتة في الافراد والمجتمع عموما. كثير من اشكال التمييز القائم على التحيز هي ظاهريا غير مقبولة في معظم المجتمعات.